# مکسهوته-هایدهوف
شهر مکسهوته-هایدهوف (به آلمانی: Maxhütte-Haidhof) در ایالت بایرن در کشور آلمان واقع شده‌است.